# HMS Resolution (S22)
HMS Resolution (S22) — британская атомная ракетная подводная лодка. Головной корабль типа «Резолюшн».
Заказана в мае 1963 года. Заложена 26 февраля 1964 года на верфи Vickers-Armstrongs в Барроу. Спущена на воду 15 сентября 1966 года в присутствии королевы-матери. Официально вступила в строй 2 октября 1967 года.

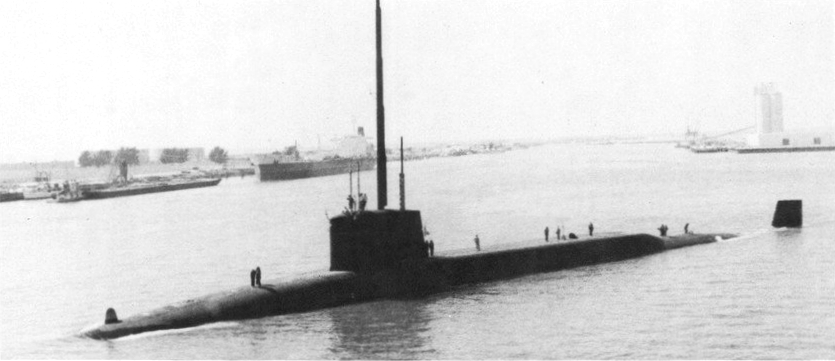
S22 в 1977

Лодка по конструкции двухкорпусная. Корпус веретенообразный, с некоторым уплощением с бортов в носу. В районе 3-го — 4-го отсеков хорошо выраженная надстройка, закрывающая верхнюю часть ракетных шахт. Ограждение рубки вертикальное, средней высоты, с некоторым скуглением сверху. Носовые горизонтальные рули в районе 1-го отсека, складывающиеся кверху. Кормовое оперение крестообразное.
Прочный корпус разделен на 9 водонепроницаемых отсеков. Основное вооружение — 16 баллистических ракет «Поларис А3T» в вертикальных шахтах в 4-м отсеке. Для самообороны имелись 6 торпедных аппаратов в 1-м отсеке.
Во время службы лодка базировалась на Холи-Лох (Шотландия). В период подготовки 15 февраля 1968 совершила учебный пуск ракеты с Восточного полигона близ берегов Флориды, на дальность 2500 миль. Первый выход на патрулирование 15 июня 1968 года. Выполнила 69 боевых патрулирований. Самое долгое из них, 108 дней, в 1991 году. Прошла модернизацию системы «Поларис А3T» на «Поларис А3TK» в 1984 году.
22 октября 1994 года «Резолюшн» была выведена из состава флота. После выгрузки активной зоны находится в отстое в Росайт. Ожидает утилизации.